# 드네퍼뒤쥐
드네퍼뒤쥐(Sorex averini)는 땃쥐과에 속하는 포유류의 일종이다. 우크라이나에서 발견된다. 첨서(S. araneus)의 이소종으로 간주하기도 한다.